# بيارم
بيارم هي بلدية فرنسية تقع في إقليم الأردين في منطقة غراند إيست.   